# Stichting FB Oranjewoud
De Stichting FB Oranjewoud, voorheen Stichting Friesland Bank en Stichting Fryslân Boppe Oranjewoud, is een Nederlandse stichting gevestigd in Oranjewoud bij Heerenveen. Het uitgangspunt van de stichting is het bevorderen van de Noord-Nederlandse economie en identiteit. De stichting was meerderheidsaandeelhouder (51%) van de NDC Mediagroep, de uitgever van de noordelijke dagbladen Leeuwarder Courant, Dagblad van het Noorden en sinds 1 juli 2013 ook van het Friesch Dagblad.
Op 2 december 2020 heeft Stichting FBO Oranjewoud haar 87% belang in NDC Mediagroep verkocht aan het Belgische Mediahuis Groep. Jorrit Volkers, voorzitter van Stichting FB Oranjewoud wordt commissaris bij NDC Mediagroep. Dit was bedongen bij de verkoop van het belang. 

## Geschiedenis
De stichting ontstond in 2012 toen de Rabobank de Friesland Bank overnam. De Friesland Bank heeft voordat ze werd overgenomen een deel van haar vermogen overgedragen aan de Stichting Friesland Bank.
Het eigendom van de stichting was bij de start een deel van het vermogen van Friesland Bank: 11 procent van de aandelen van Van Lanschot Bankiers, het landgoed Oranjewoud, de kunst van Friesland Bank en zo'n € 25 miljoen in contanten. In totaal was er direct 100 miljoen euro in kas.
In 2020 nam de stichting voor 1 symbolische Euro de aandelen van de gemeente Groningen over in de luchthaven Groningen - Eelde.